# トム・アダムス (イラストレーター)
トム・アダムス（Tom Adams、1926年3月29日 - 2019年12月17日）は、アメリカ合衆国ロードアイランド州プロビデンス出身のイラストレーター。

## 経歴・人物
アダムスの最も有名な仕事は、1970年代に出版されたアガサ・クリスティ作品のペーパーバックのカバーデザインであった。彼は、レイモンド・チャンドラー作品も、いくつかカバーをデザインしたものがあった。
ハードカバーの書籍に挿画などを提供した例としては、ジョン・ファウルズの『コレクター』、『魔術師 (The Magus)』、『フランス軍中尉の女 (The French Lieutenant's Woman)』がある。
さらに、パトリック・ホワイトの『生体解剖者 (The Vivisector)』、デヴィッド・ストーリーの『サヴィルの青春 (Saville)』、ピーター・ストラウブの『ゴースト・ストーリー (Ghost Story』、キングズリー・エイミスの『孫大佐 (Colonel Sun)』などのカバーも制作した。
アダムズは、ルー・リードの最初のソロ・アルバム『ロックの幻想 (Lou Reed)』のカバーもデザインした。
これまでに、作品集が2点出版されており、1981年の『Tom Adam's Agatha Christie Cover Story』（ペーパー・タイガー・ブックス）は、アメリカ合衆国では『Agatha Christie: The Art of Her Crimes』と改題され、『アガサ・クリスティー イラストレーション』という題で邦訳が早川書房から刊行されている。2015年には『Tom Adams Uncovered』（ハーパーコリンズ）が出版された。
2019年12月17日、死去。93歳没。

## 影響
エルキュール・ポアロが登場するミステリー『雲をつかむ死 (Death in the Clouds)』のフォンタナ・ブックス (Fontana Books) 版のデザインはアダムスが担当し、巨大なハチ（蜂）が描かれたが、これは2008年に放送されたテレビ・シリーズ『ドクター・フー』のエピソード「The Unicorn and the Wasp」にインスピレーションを与えた。このエピソードの中には、アダムスがカバーを描いたこの本が映し出される。